# Zamarada medianata
Zamarada medianata là một loài bướm đêm trong họ Geometridae.